# Praga BD 500 DOHC
Praga BD 500 DOHC je motocykl, vyvinutý konstruktérem Jaroslavem Františkem Kochem, vyráběný v letech 1929–1933.
Čtyřdobý, vzduchem chlazený jednoválec DOHC se svislým královským hřídelem a zdvihovým objemem 499 cm³ se třístupňovou převodovkou s ručním řazením, sekundární převod řetězem. Při konstrukci motocyklu byla použita řada pokrokových prvků, díky kterým motocykl disponoval výbornými sportovně-turistickými vlastnostmi. Spolehlivost stroje ověřil sám konstruktér Jaroslav František Koch, když v září roku 1928 podnikl na motocyklu tohoto typu jízdu z Říma do Prahy. Vzdálenost 1480 kilometrů překonal v čase 35 hodin a 40 minut a vytvořil tak vytrvalostní rekord. Motocykl vznikl v roce 1927 ve firmě Breitfeld a Daněk. Po fůzi s firmou ČKD se motocykly vyráběly pod značkou Praga.

## Technické parametry
- Rám: dvojitý kolébkový ocelový
- Suchá hmotnost: 170 kg
- Maximální rychlost: 105 km/h
- Spotřeba paliva: 3,5 l/100 km

## Fotogalerie

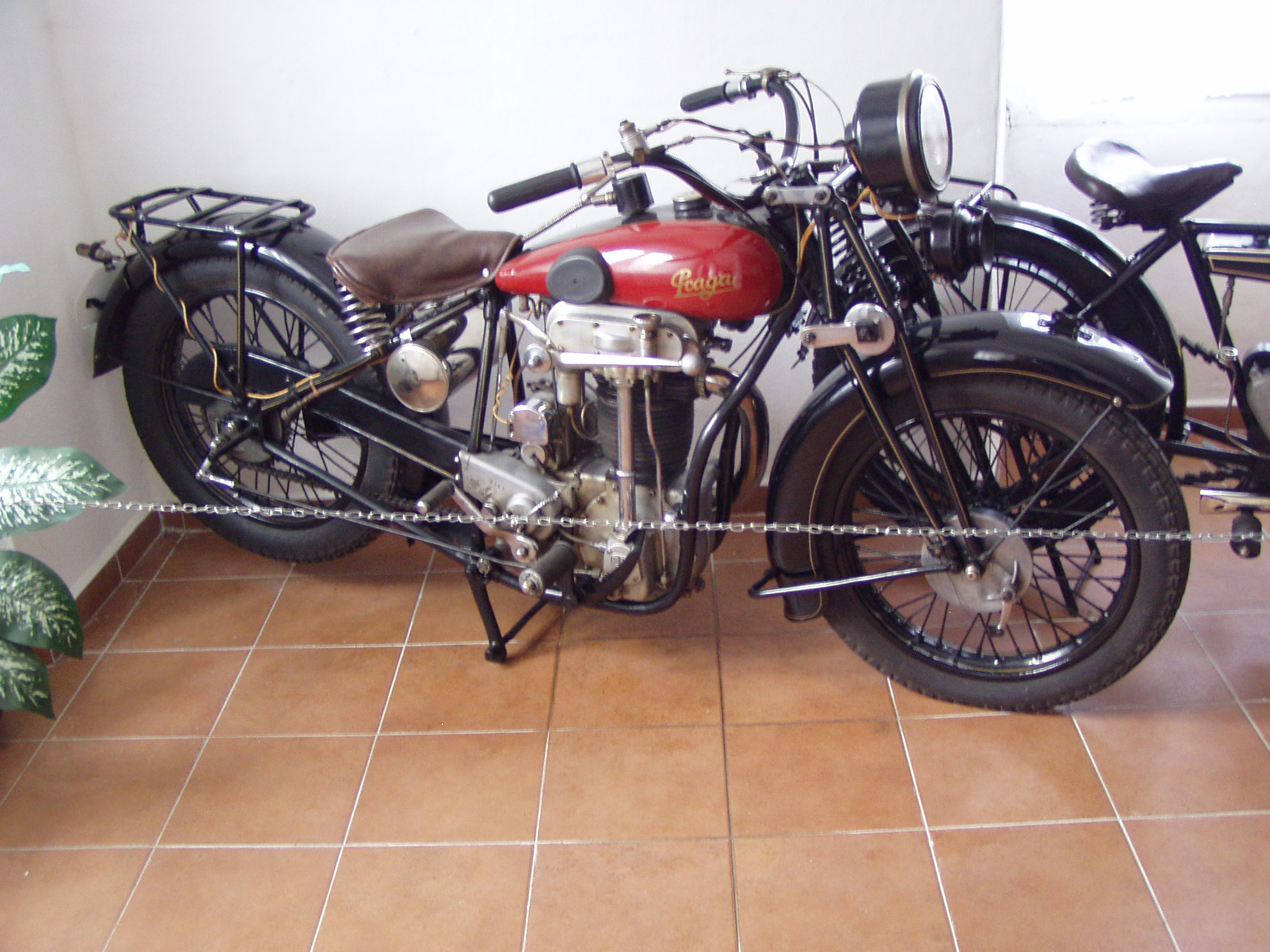
Praga 500 BD (1928)
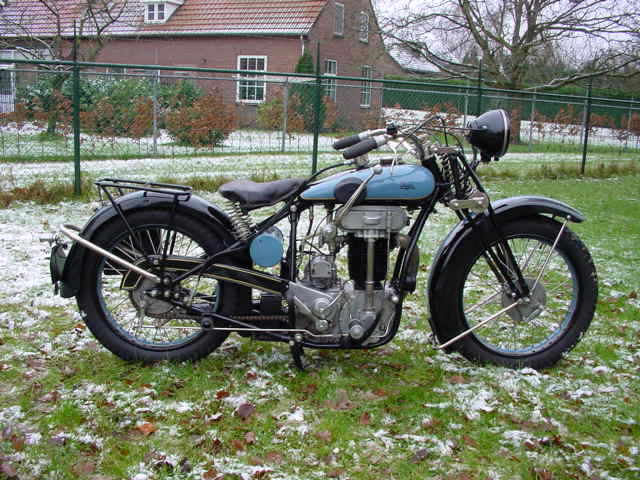
Praga 500 BD (1929)